# Growl (jazz)
|  |
|  |

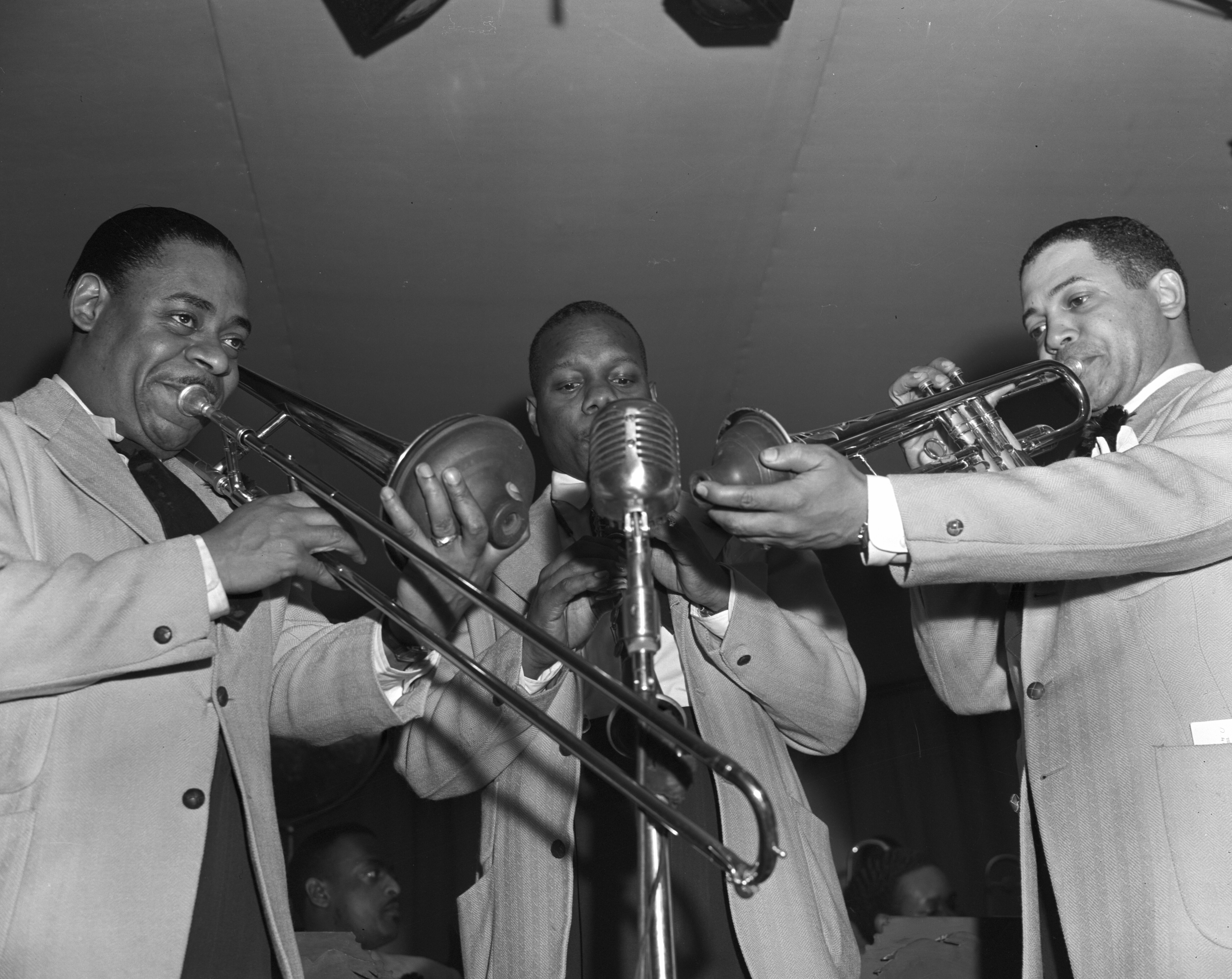
Till vänster trombonisten Joe "Tricky Sam" Nanton, framträdande exponent för growlspel i Duke Ellingtons orkester. De övriga är klarinettisten Harry Carney och trumpetaren Wallace Jones.

Growl är en instrumental spelteknik inom främst jazz. 
Growleffekten kan användas på blåsinstrument och åstadkoms genom att ett morrande strupljud hos musikern fortplantas genom dennes läppar och instrumentets munstycke. Effekten används främst på trumpet och trombon men är också möjlig att åstadkomma på saxofon och klarinett.
Bland framträdande utnyttjare av effekten märks orkesterledaren Duke Ellington vars inspelningar från sent 1920-tal ofta innehåller growlspel av orkestermedlemmar som  trumpetaren Bubber Miley och trombonisten Joe "Tricky Sam" Nanton. Exempel härpå är "Black And Tan Fantasy" och "Creole Love Call", båda inspelade på skiva 1927. Bland träblåsspelare som använt growleffekt märks Coleman Hawkins och Ben Webster.